# Pokhran-II
Pokhran-II là chuỗi năm vụ nổ bom hạt nhân do Ấn Độ thực hiện tại Khu vực Thử nghiệm Pokhran của Quân đội Ấn Độ vào tháng 5 năm 1998. Đây là lần thử hạt nhân thứ hai của Ấn Độ; Bài kiểm tra đầu tiên có tên mã là Phật mỉm cười, được tiến hành vào tháng 5 năm 1974.
Pokhran-II gồm 5 vụ nổ, trong đó bom nguyên tử đầu tiên và 4 quả bom phân tử còn lại. Các cuộc thử nghiệm hạt nhân này đã dẫn đến một loạt các biện pháp chế tài đối với Ấn Độ bởi một số tiểu bang lớn, bao gồm Nhật Bản và Hoa Kỳ.
Ngày 11 tháng 5 năm 1998, Chiến dịch Shakti (Pokhran-II) được bắt đầu với sự nổ tung của một phản ứng tổng hợp và hai quả bom phân tử; Từ "Shakti" (tiếng Devanagar: शक्ति) có nghĩa là "sức mạnh" trong tiếng Phạn. Vào ngày 13 tháng 5 năm 1998, hai thiết bị phân chia bổ sung đã được kích nổ, và chính phủ Ấn Độ dưới sự lãnh đạo của Thủ tướng Atal Bihari Vajpayee đã nhanh chóng triệu tập một cuộc họp báo để tuyên bố Ấn Độ là một nhà nước hạt nhân đầy đủ.
Nhiều tên được đặt cho những thử nghiệm này; Ban đầu chúng được gọi là Chiến dịch Shakti-98 (Power-98), và năm quả bom hạt nhân được chỉ định là Shakti-I qua Shakti-V. Gần đây, toàn bộ chiến dịch được gọi là Pokhran II, và vụ nổ năm 1974 là Pokhran-I.

## Dự án bom hạt nhân của Ấn Độ
Các nỗ lực nhằm xây dựng bom hạt nhân, cơ sở hạ tầng và nghiên cứu về các công nghệ liên quan đã được Ấn Độ thực hiện kể từ Thế chiến II. Nguồn gốc của chương trình hạt nhân của Ấn Độ bắt đầu từ năm 1944, khi nhà vật lý hạt nhân Homi Bhabha bắt đầu thuyết phục Quốc hội Ấn Độ tiến tới khai thác năng lượng hạt nhân, một năm sau ông thành lập Viện nghiên cứu cơ bản Tata (Tata Institute of Fundamental Research).
Vào những năm 1950, các nghiên cứu sơ bộ đã được thực hiện tại BARC và các kế hoạch đã được phát triển để sản xuất plutonium và các thành phần khác của quả bom. Năm 1962, Ấn Độ và Trung Quốc xảy ra tranh chấp lãnh thổ bắc phía Bắc Ấn Độ và tiếp tục bị đe doạ bởi việc thử nghiệm hạt nhân của Trung Quốc vào năm 1964. Hướng tới việc quân sự hóa chương trình hạt nhân đã giảm tốc độ khi Vikram Sarabhai trở thành lãnh đạo và ít quan tâm đến Thủ tướng Lal Bahadur Shastri năm 1965.
Sau khi Indira Gandhi trở thành Thủ tướng vào năm 1966, chương trình hạt nhân đã được củng cố khi nhà vật lý Raja Ramanna tham gia vào các nỗ lực. Một cuộc thử nghiệm hạt nhân khác của Trung Quốc cuối cùng đã dẫn đến quyết định của Ấn Độ về việc chế tạo vũ khí hạt nhân vào năm 1967 và tiến hành cuộc thử nghiệm hạt nhân đầu tiên của mình, được gọi là Đức Phật mỉm cười, năm 1974.